# Chute Pas Trop Tôt
La chute Pas Trop Tôt (ou cascade Sparouine) est une chute d'eau d'une hauteur d'environ 50 m, elle se situe dans la Réserve biologique intégrale de Lucifer Dékou Dékou, sur le territoire de la commune de Saint-Laurent-du-Maroni, en Guyane.